# Калюжный, Сергей Владимирович
Сергей Владимирович Калюжный (род. 8 июля 1959, Малая Перещепина, Полтавская область) — доктор химических наук, профессор, Советник Председателя Правления по науке — Главный учёный, Член Правления ОАО «РОСНАНО».

## Биография
В 1976 г. поступил на Химический факультет МГУ им. М. В. Ломоносова, который окончил с отличием в 1981 г.
После окончания в 1985 г. аспирантуры Химического факультета МГУ защитил кандидатскую диссертацию «Кинетика биометаногенеза» по специальности «химическая кинетика и катализ». С 1985 по 1996 гг. работал в Институте физико-химической биологии МГУ. В 1992 г. защитил докторскую диссертацию «Математическое моделирование биометаногенеза» по специальности «химическая кинетика и катализ».
С 1997 по 2007 гг. — ведущий научный сотрудник, заместитель заведующего кафедрой химической энзимологии Химического факультета МГУ.
В 2006 г. получил звание «профессор» по специальности «катализ».
Работал в качестве приглашенного профессора в Политехническом университете г. Лозанны (EPFL), Швейцария, Университета Коауила (исп. UAdeC (исп.)), Мексика.
С января 2008 г. работает в ОАО «РОСНАНО» руководителем направления экспертизы, затем директором департамента научно-технической экспертизы, затем Советником Председателя Правления по науке — Главным ученым.
С декабря 2021 г — ведущий научный сотрудник Химического ф-та МГУ, затем директор Центра компетенций НТИ «Технологии снижения антропогенного воздействия»

## Область научных интересов
Микробная и ферментативная кинетика, математическое моделирование биологических процессов, природоохранная биотехнология, нанотехнологии.

## Деятельность
Автор 6 монографий, 10 патентов и более 80 статей в международных реферируемых журналах (индекс Хирша h~19), координатор/соисполнитель более 20 российских и международных грантов. Подготовил 10 кандидатов наук.
Эксперт INTAS (1998—2004), FP4, FP5, FP6 EC (2003—2009).
Эксперт ISO ТС 229, IEC TC 113, председатель подкомитета «Терминология и классификация» Технического комитета по стандартизации «Нанотехнологии» (ТК 441).
Член редакционной коллегии журналов Water Research (2003—2011), Process Biochemistry (2007 — по настоящее время), Bioresource Technology (2009 — по настоящее время), Critical Review in Environmental Biotechnology (2003—2010), Катализ в промышленности (2002—2008), Нанотехнологии Экология Производство (2010 — по настоящее время) и Нанотехнологии в строительстве (2010 — по настоящее время) и др.
Главный редактор «Словаря нанотехнологических и связанных с нанотехнологиями терминов» (издательство «Физматлит», 2010), научный редактор перевода монографии «Очистка сточных вод», Арван Э., Армоэс П., Ля-Кур-Янсен Й., Хенце М. (издательство «Мир», 2002).
Член Программного комитета ряда международных конференций.